# Квены

Официальный флаг (с 2017)

Квены (швед. kväner, норв. kvener) — малочисленный финно-угорский народ, проживающий на севере Норвегии. Родной язык — квенский; квенами используются также финский, норвежский и саамские языки.

## Общие сведения
Квены проживают в северных норвежских провинциях (фюльке) Финнмарк и Тромс, в районах Порсангер-фьорда, Варангер-фьорда и Альта-фьорда.
В 2005 году квенский язык, согласно Европейской хартии региональных языков, признан языком национального меньшинства. По сути представляет собой диалект финского языка; число носителей квенского языка по разным оценкам составляет от 2 до 8 тысяч человек.
В настоящее время все квены знают также и норвежский язык.

## История
Первые финские поселенцы осели на севере Норвегии ещё в XVI столетии. В XVII веке 1,5 тысячи финнов проникли в Норвегию для разработки лесных массивов в долине реки Гломмы. Постепенно они смешались с местным населением. Следующая, более крупная волна финских эмигрантов появилась в Финнмарке и Тромсе в XVIII—XIX веках. Здесь они смешались с норвежцами и саамами, дав начало норвежским квенам.
Язык квенов мало отличается от финского. Большинство из них занято в сельском хозяйстве и рыболовстве. Значительную городскую прослойку квены составляют только в городе Вадсё (фюльке Финнмарк). В настоящее время число квенов постоянно сокращается из-за сильной ассимиляции норвежцами.

## Происхождение термина
Происхождение термина «квен» достоверно не установлено. Первые упоминания термина относятся к IX—XIII веках и содержатся в староанглийских и исландских источниках:
- Оттар, норвежский путешественник, чей рассказ был записан по приказу короля Уэссекса Альфреда Великого;
- Сага об оркнейцах, где имеется рассказ о путешествии Нора из Квенланда в Тронхейм;
- Сага об Эгиле, где имеется рассказ о путешествии Торольва из Намдалена в Квенланд;
- в летописи упоминается разорение квенами в 1271 году Холугаланда.

Большинство упоминаний квенов так или иначе связано с определённым местом в Норвегии.
Основных теорий происхождения термина три. Наиболее широко принимается теория, впервые предложенная Юко Вахтолой, который связывает слово с древнескандинавским «hvein» — «земля болот».
По другой теории, с древнескандинавского языка слово «kven» может быть переведено как «женщина». Прагерманские *kwinōn, *kunōn; *kwēni-z, *kwēnō, означающие «женщина», превратились в kona; kvǟn, kvān, kvɔ̄n; kvendi; kvenna, kvinna в древнескандинавском. В результате Квенланд часто переводится на латынь как Terra Feminarum («земля женщин») и упоминается в источниках с 1075 года. При этом источники, описывающие Terra Feminarum, хорошо знакомы с географией Норвегии, упоминают Тронхейм и Холугаланд. Ещё одно упоминание северной «земли женщин» содержится в исландской рукописи XIV века в виде kuenna land «к северу от Индии».
Третья версия возводит слово к саамским языкам, где имеется сходно звучащее слово kainuu. В северносаамском слово Gáidnu означает верёвку из корней для лодки или рыболовной сети, Gáidnulaŝ означает неуклюжего человека, Geaidnu — дорогу или путь. В ранних саммских словарях Kainolats/Kainahaljo означало норвежца или шведа, а Kainahalja — норвежку или шведку, либо селянина. Поблизости от Торнио также есть поселение, иногда именуемое Cainho.

## В популярной культуре
Национальный язык квенов, включивший в себя немало слов из финского, шведского и норвежского языков, был использован британским учёным и писателем Джоном Рональдом Руэлом Толкином для создания в 1915 году вымышленного «эльфийского» языка квенья.

## Галерея

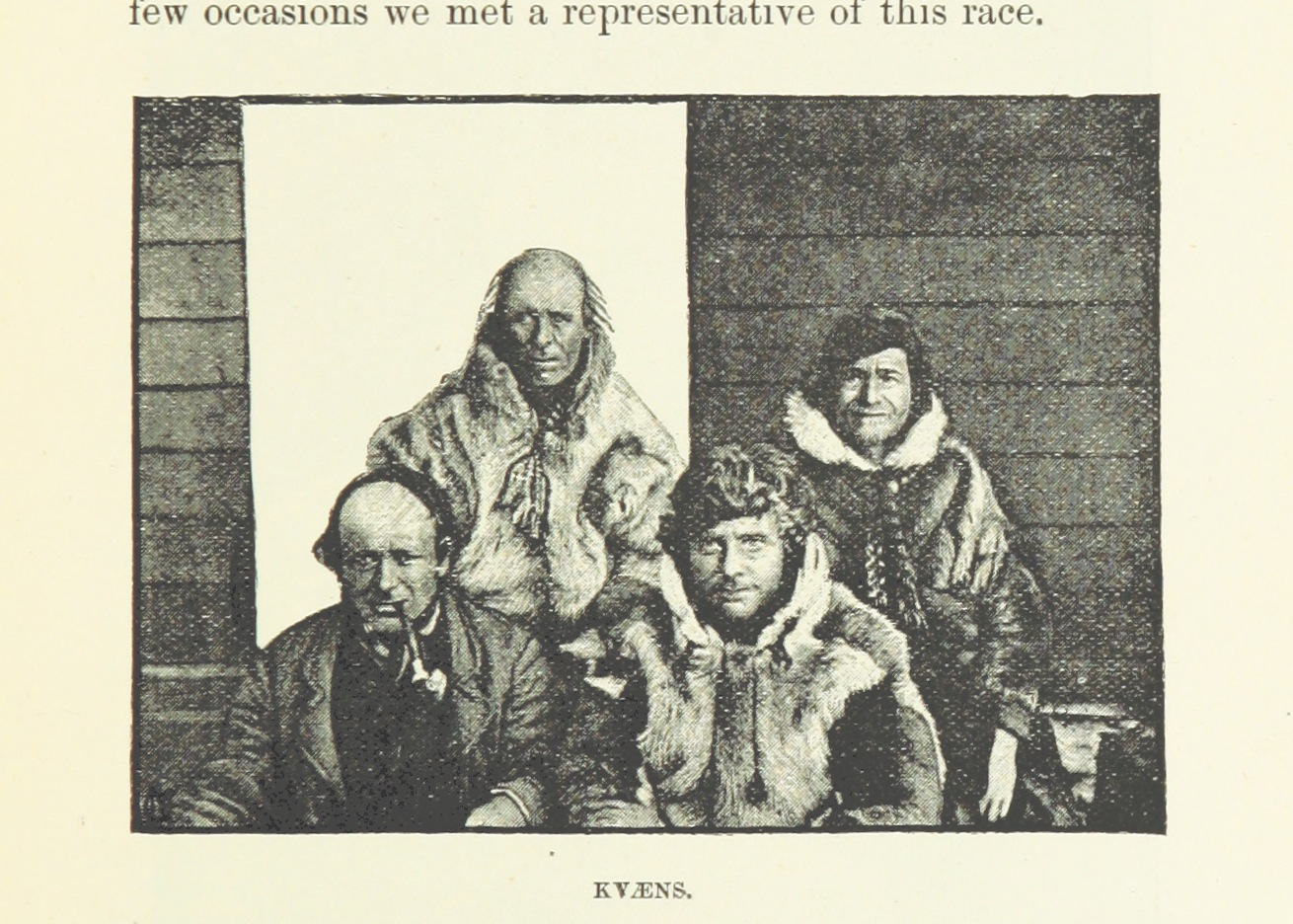
Квены. Иллюстрация из книги «Под лучами Северного сияния: в стране лопарей и квенов». Лондон. 1885 год
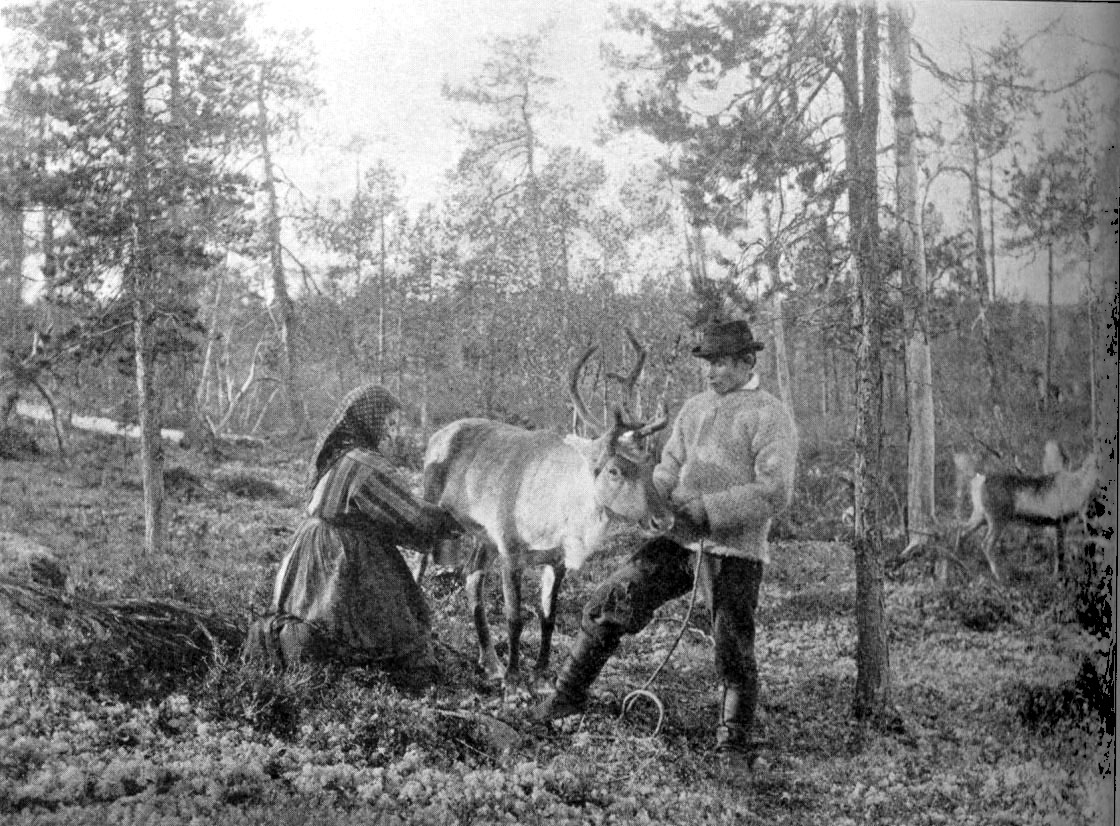
Мужчина-квен и женщина — инари-саами. Доение северного оленя. Сёр-Варангер, Северная Норвегия. Конец XIX века
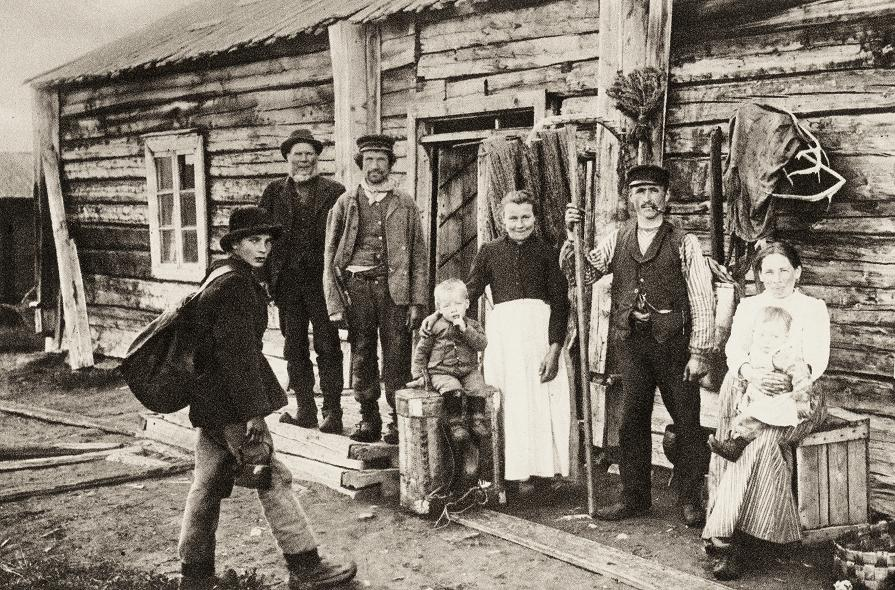
Квены в Северной Швеции. 1926 год